# Alpinizem
Alpinizem je dejavnost, ki zajema plezanje, hojo, smučanje v gorskem svetu zlasti po brezpotjih, pogovorno pa ga razumemo kot plezanje. V Slovarju slovenskega knjižnega jezika pomeni alpinízem vedo o Alpah in alpinistiki, vzpenjanje na visoke vrhove po nezavarovanih, nezaznamovanih smereh pa je alpinistika.
V osnovi ga lahko razdelimo na zimski in letni alpinizem.
Letni alpinizem zavzema plezanje večraztežajnih skalnih smeri. Načini napredovanja pri plezanju so različni, v zadnjem času prevladuje prosto plezanje, poznamo pa tudi tehnično plezanje. Smeri so lahko različno opremljene, klasični alpinizem zagovarja sprotno nameščanje varovanja oziroma odklanja nameščanje svedrovcev v stene. Poznamo tudi daljše smeri, opremljene s svedrovci, kar pa spada pod športno plezanje (kar pa ne drži vedno).
Zimski alpinizem lahko v grobem razdelimo na plezanje snežno-lednih in kombiniranih smeri, ledno plezanje, alpinistično smučanje in deskanje. Delno spada pod zimski alpinizem tudi turno smučanje in pristopi na vrhove (v zimskem času). Plezanje snežno-lednih in kombiniranih smeri se velikokrat prepleta z lednim plezanjem, saj se v daljših smereh pogosto pojavljajo ledni deli. Kombinirano plezanje predstavlja skalne odseke v snežno-lednih smereh. Plezajo se lahko s klasično tehniko (prosto ali tehnično) ali z drytoolom (plezanje s cepini in derezami).

## Alpinistična oprema
Alpinistično opremo sestavlja predvsem plezalna oprema, ki je različna glede na zvrst plezanja in okolje v katerem dejavnost poteka. Pri opremi ločimo osebno in tehnično opremo.

## GRS in reševanje v gorah
Gorska reševalna zveza Slovenije (GRZS) je organizacija, katere osnovna naloga je preventivna dejavnost in pomoč ponesrečenim ter onemoglim obiskovalcem gora. Je zveza samostojnih, prostovoljnih, nepridobitnih gorsko-reševalnih društev in planinskih društev z registrirano gorsko-reševalno dejavnostjo (postajo), ki opravljajo humanitarne naloge javnega pomena: zaščito, reševanje in pomoč v gorskem svetu ter ob naravnih in drugih nesrečah, ko so ogroženi varnost, zdravje in življenje ljudi. Organizirana je v 17 društvih/postajah, ki pokrivajo večino goratega dela Slovenije. Ustanovljena je bila 16. junija 1912 v Kranjski Gori.

## Gorniško izrazoslovje in opisovanje vzponov
Nekatere definicije pojmov:
- Alpinistična smer: plezalna smer v snežnih, lednih ali kopnih razmerah, višja od 100 m, težavnosti najmanj I. stopnje po lestvici UIAA.
- Smer: umišljena črta v skalovju, snegu, ledu, po kateri se pleza, hodi.
- Alpinistični vzpon: vzpon po zahtevnem gorskem svetu, zlasti po stenah in grebenih, visok vsaj 100 m in ocenjen najmanj s I. težavnostno stopnjo po lestvici UIAA (lahko tudi v sestopu, če ni uporabljeno spuščanje po vrvi).
- Letni vzpon: vzpon, ki ni ne zimski in ne v zimskih razmerah.
- Zimski vzpon: v času od 21. 12. do 20. 03. v stenah, ki niso obrnjene proti JV, J in JZ in je izstop višji kot 1500 m.
- Vzpon v zimskih razmerah: v času od 21. 12. do 20. 03 v stenah, ki so obrnjene proti JV, J ali JZ, v času od 01.012. do 20.12. in od 21. 03. do 30. 04. v stenah, ki so obrnjene proti Z, SZ, S, SV in V.
- Alpinistični pristop: se šteje od 01. 12. do 30. 04. na vrhove višje od 2000 in celo leto na vrhove, višje od 3500 m.
- Turni smuk: smučanje v gorskem svetu, vzpon in spust s smučmi na nogah z vrha ali grebena, pri čemer mora biti vsaj ena točka višja od 2000 m.
- Varianta smeri – kadar je manj kot 40% višine originalne smeri.
- Alpinistična tura: skupno ime za daljše, napornejše plezanej ali smučanje v gorskem svetu, ki vključuje pristop, vzpon, sestop (in turni smuk).

Za opis smeri je treba izdelati skico smeri, tekstovni opis in fotografijo z vrisano smerjo. Za izdelavo skice veljajo posebej za to dogovorjeni simboli.

## Orientacija
Orientacija je družina športov, ki zahtevajo uporabo zemljevida in specialne orientacijske karte ter kompasa za orientiranje po terenu, ki je bodisi neznan ali slabo poznan. Orientacijska tekmovanja so organizirana v različnih sklopih:
- orientacijski tek,
- orientacija z gorskimi kolesi,
- orientacija na tekaških smučeh oz.smučarska orientacija in
- precizna orientacija.

## Turno in alpinistično smučanje
Alpinistično smučanje pomeni smučanje z vrhov visokih najmanj 2000 m, čez ledenike, zelo strma pobočja, zasnežene skalne in ledne stene. Izvajajo ga alpinistični smučarji.
Turno smučanje pa je eno ali več dnevno smučanje v visokogorju, izven urejenih smučišč, z mnogimi spusti in vzponi, dolžine najmanj 5 km. Pri opremi se uporabljajo tudi psi, srenači in cepin. S to dejavnostjo se ukvarja turni smučar.

## Vrvna tehnika
Vrvna tehnika so načini in postopki pri navezovanju oseb na vrv, za potrebe varovanja in napredovanja, za spuščanje ob njej in z njo s pomočjo tehničnih pripomočkov. Posebna vrvna tehnika se uporablja v Gorski reševalni službi, zlasti statična vrv in tehnični pripomočki pri klasičnem in helikopterskem reševanju.

## Zgodovina
Glej tudi zgodovina prostega in športnega plezanja

### Prva obdobja
Gore so že v davnih časih imele pomembno vlogo v življenju ljudi. Čez gorstva so speljali številne poti, predvsem trgovske. Nastale poti so bile speljane preko visokih prelazov, ki so jih nekatera ljudstva uporabljala na svojih osvajalskih pohodih. Ljudje so naseljevali gorske dolinice predvsem zaradi lova, iskali so hrano in varnost pred sovražniki.

### Doba raziskovanja
Nekje v 14. stoletju so se začeli ljudje povzpenjati na vrhove v Alpah. Osvajanje vrhov se je razmahnilo v 18. in 19. stoletju. S prvimi vzponi se je tudi večalo zanimanje za naravne pojave, relief gora in še druge veje znanosti. Nastajati je pričela tudi literatura, ki govori o gibanju v gorah, prvi zemljevidi in reliefi gorskega sveta.

### Klasični alpinizem
V tem obdobju, ki je trajalo do prve svetovne vojne, so gorniki iskali vse težje smeri na že osvojene vrhove. Proti koncu obdobja se pojavi že prvo pravo stensko plezanje. Nastajati so začele prve gorniške organizacije in visokogorske postojanke.

### Medvojni alpinizem
To obdobje je trajalo med obema svetovnima vojnama. Razvili so se tehnični pripomočki in tehnika plezanja v kopni skali, hkrati se je razvijala tudi ledna tehnika. Z drznimi podvigi alpinistov je tekmovala tudi tehnika v gorah. Graditi so se začele žičnice, gorske železnice in alpske ceste. Hkrati je nastala potreba po enotnem ocenjevanju smeri. Leta 1932 je bila v Chamonixu ustanovljena Mednarodna zveza gorniških organizacij - UIAA. Hiter razvoj je za nekaj časa ustavila druga svetovna vojna, po njej pa se je alpinizem še hitreje razmahnil in napredoval.

### Moderni alpinizem
Po vojni so se plezalci ponovno začeli zbirati in poskušali ponoviti predvojne uspehe. V petdesetih letih (okoli leta 1950) se je pričelo premagovanje težavnih smeri ob izdatni pomoči tehnične opreme. Leta 1950 je bil osvojen prvi osemtisočak Anapurna (8091 m). Razvijati se je začelo tudi smučanje v gorah.
V sedemdesetih letih 20. stoletja je doživelo razcvet prosto plezanje, ki se je iz ZDA preneslo v Evropo. Pojavljati so se začela tudi prva tekmovanja v prostem plezanju, ki so jih kasneje preselili v dvorane zaradi varovanja plezalcev, zaščite narave in neodvisnosti od vremena.
V osemdesetih se je razmahnilo plezanje zaledenelih slapov in iz tega nastalo kombinirano plezanje oziroma tako imenovani drytooling, kjer plezalci opremo za ledno plezanje uporabljajo v kombinaciji skale in ledu.

## Nevarnosti v gorah
Nevarnosti v gorah delimo v:
- Objektivne: padajoče kamenje, krušljiva skala, nevihte, strela, megla, plazovi, veter, ledeniške razpoke, ...
- Subjektivne: neizkušenost, pomanjkljiva ali poškodovana oprema, slaba fizična in psihična pripravljenost, ...

### Plazovi
Največjo nevarnost pozimi predstavljajo plazovi, do katerih pride, ko se poruši ravnovesje sil v snežni odeji. Največja nevarnost plazov je takrat, ko zapade nov sneg in sicer na pobočjih naklonine med 20° in 50°.

### Vreme
Vreme je na splošno eden izmed dejavnikov, ki jih alpinisti vselej upoštevajo pred odhodom v gore. Nevarne so hitre spremembe vremena, kot je padec temperature, padavine, veter in megla. Poleti so še posebej nevarne nevihte, in to predvsem zaradi strele. Na grebenih in vrhovih lahko močan veter povzroči zdrs. Nevarnost nam predstavlja tudi megla, saj je takrat otežena orientacija brez tehničnih pripomočkov. V gorah je sonce pozimi še močnejše in takrat je nevarnost sončnih opeklin in snežne slepote.

## Slovenski alpinizem
- 1778 so Kos, Korošec, Rožič in Willonitzer prvič stopili na vrh Triglava.
- 27. februarja 1893 je bilo v Ljubljani ustanovljeno Slovensko planinsko društvo (SPD).[3]
- 1912 je bila v Kranjski Gori ustanovljena Gorska reševalna služba (GRS).
- 1925 je bila preplezana Direktna smer v Špiku (Mira Marko Debelakova in Stanko Tominšek)
- v letih 1929 - 1931 so bile preplezane Skalaške smeri v Triglavu, Škrlatici in Špiku (Pavla Jesihova in Milan Gostiša).
- 1945 sta Joža Čop in Pavla Jesihova preplezala Centralni oziroma sedaj Čopov steber v severni steni Triglava.
- 1949 je bila opravljena prva ponovitev Aschenbrennerjeve smeri v Travniku (Rado Kočevar in Jože Frelih).
- 1960 je bila 1. jugoslovanska himalajska odprava, plezalci so stopili na vrhove Trisul II (Aleš Kunaver in Ante Mahkota) in Trisul III (Marjan Keršič-Belač, Aleš Kunaver in Ante Mahkota).[4]
- 15. oktobra 1975 so slovenski alpinisti dosegli svoj prvi osemtisočak - himalajski Makalu.[4]
- 1979 - Sagarmatha (8848 m), prvenstveni vzpon po zahodnem grebenu (Nejc Zaplotnik, Andrej Štremfelj, Stipe Božić, Stane Belak in Šerpa Ang Phu (ponesrečil se je med sestopom).[4]
- 1989 - Mount Everest, po normalni smeri so se na vrh povzpeli Hrvat Stipe Božić, Slovenec Viki Grošelj in prvič tudi Makedonec Dimitar Ilievski-Murato (ki je tam umrl).
- 1990 - Mount Everest, Andrej in Marija Štremfelj sta postala prvi zakonski par na vrhu. Marija je postala 1. slovenka in 13. ženska na vrhu najvišje gore sveta. Z njima je bil na vrhu tudi Janez Jeglič.
- 1990 - Lhotse, južna stena. Tomo Česen je sam preplezal steno, osvojil vrh ter sestopil po isti smeri.
- 1995 - Anapurna (8091 m) - pristop čez severno stran gore, zadnji slovenski osemtisočak. Vrh so osvojili Drejc Karničar, Davo Karničar, Tomaž Humar in Mehičan Carlos Carsolio. Takrat je bil tudi prvi spust z gore s smučmi, ki sta ga opravila brata Karničar.
- 1996 - Ama Dablam (6828 m), Vanja Furlan in Tomaž Humar sta v alpskem stilu preplezala prvenstveno smer v severozahodni steni, plezala sta pet dni, kar je bil najboljši vzpon tega leta v Himalaji, za katerega sta prejela najvišje mednarodno priznanje - Zlati cepin.
- 1997 - Marko Lukič je v Smith Rocku (Oregon, ZDA) preplezal smer Just do it z oceno 8c+.
- 1999 - Tomaž Humar prepleza prvenstveno smer v južni steni Daulagiria
- 2000 - Davo Karničar je kot prvi človek smučal z Mount Everesta v neprekinjenem spustu.
- 2013 - izdan najbolj obsežen kronološki pregled slovenskega alpinizma v knjigi - Zgodovina slovenskega alpinizma.[4]